# 全鏡潾
全 鏡潾（Jon Kyong Nin、チョン・ギョンニン、1962年1月26日 - ）は韓国の小説家。慶尚南道咸安郡出身。

## 略歴
1962年1月26日、慶尚南道咸安郡に生まれる。1995年、東亜日報新春文芸に小説『사막의 달(砂漠の月)』が当選し、登壇した。全の小説は、女性の性問題に対する探索を叙事談論の中心部に持ってくることが特徴である。主人公の視線を通して隠蔽・抑圧された性問題が明らかになるよう叙事を構成し、内面の省察を叙述する能力に非常に優れている。1997年発表した『내 생애 꼭 하루뿐인 특별한 날(私の生涯で一日だけの特別な日)』は、不倫小説といわれるほど破格の内容だが、この作品は当時の女性たちの心理と欲望の率直な描写と的確な事件展開で注目を浴びた。全の小説のもう一つの特徴は、悲観的な生への態度である。これは難解だが時には単純な自分の人生を傍観しながらも、現実の変化に耽溺できる可能性を見せている。

## 年譜
- 1962年1月6日、慶尚南道咸安郡に生まれる[1]。
- 1996年、第29回韓国日報文学賞受賞。
- 1997年、第2回文学トンネ小説賞受賞。
- 1998年、21世紀文学賞受賞。
- 2004年、第1回大韓民国小説文学賞大賞受賞。
- 2007年、第31回李箱文学賞受賞。
- 2011年、第56回現代文学賞小説部門受賞。

## 代表作品
- 1996年、염소를 모는 여자(ヤギを追う女) [3][4]
- 1997年、평범한 물방울 무늬 원피스에 관한 이야기(平凡な水玉ワンピースに関する話)
- 1997年、아무 곳에도 없는 남자(どこにもいない男)
- 1998年、바닷가 마지막 집(海辺最後の家)
- 1999年、내 생애 꼭 하루뿐인 특별한 날(私の生涯で一日だけの特別な日)
- 2001年、난 유리로 만든 배를 타고 낯선 바다를 떠도네(私はガラスの船に乗って見知らぬ海をさまよう)
- 2002年、검은 설탕이 녹는 동안(黒い砂糖が溶ける間)
- 2002年、열정의 습관(情熱の習慣)
- 2003年、물의 정거장(水の停車場)
- 2003年、환과 멸(幻と滅)
- 2004年、황진이(黄眞伊) 、나비(蝶)
- 2006年、유리로 만든 배(ガラスで作った船)
- 2006年、언젠가 내가 돌아오면(いつか私に戻ってくると)、붉은리본(赤いリボン)
- 2006年、첫사랑(初恋)
- 2007年、엄마의 집(母の家)
- 2010年、풀밭 위의 식사(草原の上の食事)
- 2012年、최소한의 사랑(最低限の愛)